# Egesippo
Egesippo (108 circa – 180 circa) è stato, secondo Eusebio da Cesarea, uno scrittore cristiano del II secolo che scrisse contro le eresie; è venerato come santo dalla Chiesa cattolica: il martirologio romano ne riporta la commemorazione il 7 aprile.
Viene considerato il primo autore post-apostolico, probabilmente originario della Palestina e conoscitore del greco, dell'ebraico e del siriaco. Visse, secondo Eusebio da Cesarea, a Roma durante il papato di Aniceto fino a quello di Eleuterio e sembra abbia scritto la "Storia degli Atti Ecclesiastici".
Le sue opere sono andate perdute, a parte alcuni passaggi citati da Eusebio, secondo il quale scrisse Hypomnemata (Annotazioni) in cinque libri, in uno stile semplicissimo sulla storia di vescovi, papi e martiri cristiani sconosciuti fino a quel momento. Egesippo era anche conosciuto, tramite Eusebio, da San Girolamo. I suoi scritti intendevano confutare lo gnosticismo e l'eresia di Marcione. Si riferì principalmente alla tradizione come parte integrante degli insegnamenti che erano stati tramandati dalla successione dei vescovi, dando così molte informazioni sui primi vescovi che altrimenti sarebbero andate perdute.
Eusebio dice che Egesippo era un ebreo convertito, poiché citava dall'ebraico, conosceva il Vangelo degli Ebrei e un Vangelo siriaco, e citò anche delle tradizioni giudaiche non scritte. Sembra che sia stato a Corinto e a Roma, raccogliendo di volta in volta le dottrine delle varie chiese che visitava, e accertandosi che fossero in conformità con Roma, così come riporta quest'estratto: "E la Chiesa di Corinto rimase nella vera Parola finché Primus fu vescovo dei Corinti, questi li conobbi durante il mio viaggio verso Roma, e rimasi con i Corinti per molti giorni, durante i quali fummo rinfrescati con la vera Parola. Quando arrivai a Roma, ho scritto la successione dei vescovi fino ad Aniceto, e a Sotero Eleutero. E in ogni successione e in ogni città tutto funziona secondo le ordinanze della Legge, e i Profeti, e il Signore".
Con grande ingegnosità e deboli argomentazioni, il teologo inglese Joseph Barber Lightfoot, in Clemente di Roma (Londra, 1890), dice di aver trovato tracce di una lista di Papi in Epifanio di Salamina, dove lo scrittore del IV secolo disattentamente scrive: "Marcellina arrivò in seguito e distrusse molto, nel tempo di Aniceto, Vescovo di Roma", e poi si riferisce al "catalogo suddetto", sebbene non ce ne sia alcuno. Stava certamente citando uno scrittore che era a Roma al tempo di Aniceto e che compilò una lista di papi cominciando da Pietro e Paolo, martirizzato nel dodicesimo anno del governo di Nerone. Una lista che ha alcune coincidenze curiose con quella di Epifanio, e allo stesso modo si ferma ad Aniceto, è stata trovata nel poema di uno pseudo-Tertulliano contro Marcione; l'autore ha scambiato Marcellina con Marcione. La stessa lista è alla base della prima parte del Catalogo Liberiano, indubbiamente presa da Ippolito di Roma. Sembra piuttosto certo che la lista di Egesippo sia stata anche usata da Ireneo, Sesto Giulio Africano, ed Eusebio nel compilare le loro. È probabile che Eusebio abbia ripreso da Egesippo la sua lista dei primi vescovi di Gerusalemme.
Eusebio riprende da Egesippo un lungo e leggendario racconto della morte di Giacomo il Giusto, "il fratello del Signore", e anche il racconto dell'elezione del suo successore Simone, e inoltre la convocazione dei discendenti di Giuda a Roma ad opera di Domiziano. Eusebio fa testimoniare ad Egesippo, nella sua opera, che nel 108 d.C., sotto Traiano, si scatenò una persecuzione di cristiani dove rimase vittima lo stesso Simone, il presunto secondo vescovo di Gerusalemme, il quale alla veneranda età di 120 anni, dopo aver resistito per giorni a varie torture, trovò finalmente la morte per crocifissione. Il tutto con la presenza del console Attico che percorre 600 km da Antiochia a Gerusalemme per assistere all'interminabile supplizio del vegliardo cristiano (Hec.III 32, 1-6). Tra l'altro Eusebio fa commettere ad Egesippo un grave errore storico in quanto, pur essendo coevo, non sa che Tiberio Claudio Attico Erode fu console sotto Adriano a partire dal 133 d.C. e non sotto Traiano, come è accertato da reperti archeologici sotto forma di due piccole lamine di bronzo rinvenuti nel 1896 in Germania, a Bad Wuimpfen nel Baden-Württemberg, e che rappresentano dei Diplomi Militari Romani rilasciati da Adriano.  Vi si cita anche una lista delle eresie contro le quali scrisse Egesippo. Un altro teologo, Hugh J. Lawlor sostiene che tutti questi passaggi citati da Eusebio erano connessi nell'originale, ed erano nel quinto libro di Egesippo. Ha anche sostenuto la probabilità che Eusebio abbia preso da Egesippo l'affermazione che Giovanni fu mandato in esilio a Patmos da Domiziano. Egesippo menzionò la lettera di Clemente ai Corinti, sembra in riferimento alla persecuzione di Domiziano. È molto probabile che la datazione degli eretici in base ai papati in Ireneo ed Epifanio—per esempio, che i discepoli di Marcione di Sinope, Cerdone e Valentino, fossero arrivati a Roma durante il papato di Aniceto—fu presa da Egesippo, e può essere successo lo stesso per l'affermazione che Hermas, autore del Pastore di Erma, fosse il fratello di papa Pio (come riportato sia nel Catalogo Liberiano, il poema contro Marcione, che nel Canone muratoriano).
Egesippo non va confuso con l'autore del IV secolo della traduzione-rifacimento del Bellum Iudaicum di Giuseppe, lo Pseudo-Egesippo.